# Cneoranidea parasinica
Cneoranidea parasinica is een keversoort uit de familie bladkevers (Chrysomelidae). De wetenschappelijke naam van de soort werd in 2005 gepubliceerd door Zhang & Yang.